# 蘭山区
蘭山区（らんざん-く）は、中華人民共和国山東省臨沂市に位置する市轄区。

## 行政区画
- 街道:蘭山街道、銀雀山街道、金雀山街道、柳青街道
- 鎮:白沙埠鎮、棗園鎮、半程鎮、義堂鎮、李官鎮、方城鎮、汪溝鎮、馬廠湖鎮

## 出身者
- 王祥
- 王導
- 王羲之